# Das Drehbuch
Das Drehbuch (Originaltitel englisch Screenplay – the foundations of screenwriting) ist ein im Jahr 1979 von Syd Fields veröffentlichter schriftlicher Ratgeber zum Verfassen von Filmdrehbüchern. Auf Deutsch erschien es in einer aktualisierten Auflage mit 463 Seiten als Das Drehbuch: die Grundlagen des Drehbuchschreibens; Schritt für Schritt vom Konzept zum fertigen Drehbuch in einer Übersetzung von Kerstin Winter im Jahr 2007.
Das Buch gilt als Standardwerk der Filmdramaturgie, da die später publizierte Drehbuchliteratur (bspw. McKees Story und Krützens Dramaturgie des Films) großteils direkt oder indirekt Bezug auf Syd Fields Ansatz nimmt, meist in Form der inhaltlichen Kritik an der großen Vereinfachung der dramaturgischen Struktur von Spielfilmen oder an seinen ausdrücklich profitorientierten Absichten, gut verkaufbare Drehbücher schreiben zu lehren. Seine Nachfolgeschrift Das Handbuch zum Drehbuch. Übungen und Anleitungen zu einem guten Drehbuch von 1984 (engl. The Screenwriter’s Workbook) bringt diese Ratgeberhaltung noch deutlicher zum Ausdruck.
Das hier von Field entwickelte Modell der Filmdramaturgie nennt er selbst „Paradigma“. Das Paradigma erklärt, wie ein guter Spielfilm gemacht ist und leitet in die Kapitel jeweils abschließenden Übungen dazu an, wie man selbst Drehbücher solcher Art schreibt. Fields Modell ist normativer Natur: Es handelt sich um einen Ratgeber, der erklärt, wie man gute (hier „kommerziell erfolgreiche“) Drehbücher schreiben kann.

## Inhalt

### Grundmuster der dramatischen Struktur
„Das Drehbuch ist eine in Bildern erzählte Geschichte.“ Wobei Bilder auch „Metaphern“ bedeuten. Das Standarddrehbuch für Mainstreamfilme ist 120 Seiten lang und der Spielfilm dauert 1 Minute pro Drehbuchseite, also 120 Minuten. Es gliedert sich in drei Akte, die bezüglich der Dauer im Verhältnis 1:2:1 (30min:60min:30min) stehen.
Der erste Akt ist die Exposition (die Einführung der Hauptfiguren und des Hauptkonflikts), die ersten 10 Minuten (auch bezeichnet als Hook = Haken) sollten den Zuschauer packen. Gegen Ende des 1. Aktes (zwischen der 25. und 27. Minute) kommt der erste große Wendepunkt (1. Plot Point) des Filmes. Der zweite Akt besteht aus Konfrontationen und einem „erotischen Moment“, an seinem Ende tritt der zweite große Wendepunkt (2. Plot Point) zwischen der 85. und 90. Minute ein. Der dritte Akt bietet die Auflösung der Konflikte in Form eines Happy Ends.

### Der Stoff
Formal muss die Story, die vom Drehbuch erzählte Geschichte, in einem Satz zusammenfassbar sein, dieser Test stellt die Verständlichkeit des Filmes sicher. Inhaltlich schöpft die Story aus allen Quellen, die dem Drehbuchautor zur Verfügung stehen. Die erstbeste Quelle ist Selbsterlebtes (wozu Field auch Medienerfahrung wie Film und Fernsehen zählt) die zweitbeste Quelle sind selbstgeführte Interviews, um den Erfahrungsschatz anzuzapfen. Die letztbeste Quelle ist die Recherche (das Lesen von Büchern zum Thema des Films, also zum Hauptkonflikt der Filmhandlung).

### Die Figuren
Die Hauptfigur ist der „Nexus der Story“. Wer eine Figur ist, zeigt sich allein in ihrem Handeln. Was eine Figur tut, wenn sie allein ist (Privatleben), wie sie mit ihren geliebten Personen umgeht (Beziehungsleben) und was sie im Beruf tut und lässt (Berufsleben). Damit der Film gut wird, muss die Figur so handeln, wie man selbst in solchen Situation handeln würde, die Testfrage dazu lautet: Was würde ich tun, wenn ich in dieser oder jener Situation wäre? Zuerst muss sich der Drehbuchautor klarmachen, was seine Figur will. Dieses Grundbedürfnis der Figur muss er durch ein Erlebnis in der Vergangenheit der Figur (Backstory) motivieren. Danach soll er eine fiktive Lebensgeschichte (Biographie) der Figur verfassen (zwischen 3 und 10 Seiten Länge).

### Wie aus einer Figur eine Story wird
Es gibt zwei Möglichkeiten, die Arbeit an einem Drehbuch zu beginnen: Die erste Möglichkeit ist, eine Idee als Ausgangspunkt zu nehmen. Diese Idee muss nicht hochphilosophisch sein: Fields Beispiel für eine Idee ist „Drei Typen überfallen die Chase Manhattan Bank“. Dann werden Figuren erdacht, die dieser Idee Leben verleihen. In diesem Schritt werden drei bis zehnseitige fiktive Lebensläufe (Biographien) verfasst, von denen die beste zur Hauptfigur gewählt wird. Zur besseren Verkäuflichkeit des fertigen Drehbuchs sollte man die Figuren passend für Filmstars schreiben. Von der Hauptfigur ausgehend werden dann alle wichtigen Nebenfiguren (nach dem Prinzip der Konfliktmaximierung) bestimmt, denn nur Konflikte zwischen den Figuren halten die Story am Laufen. Von dem ausgearbeiteten Beziehungsgeflecht der Figuren (Figurenkonstellation) zum Schreiben der Filmhandlung sei es dann nur noch ein kleiner Schritt.
Die zweite Möglichkeit die Arbeit an einem Drehbuch zu beginnen, ist die Phase der Ideensuche zu überspringen und direkt beim Schreiben von Figurenbiographien zu beginnen. Den zentralen Filmhandlungskonflikt kann dann entweder schon in der geschriebenen Biographie der Figur (genauer der Vergangenheit der Figur, also ihrer Backstory) entnommen werden oder aber man greift als Drehbuchautor auf zeitgenössische Konflikte wie sie in den Massenmedien präsent sind (bspw. die Umweltkrise, einen Krieg oder eine Demonstration gegen Kernkraftwerke) zurück. Der zentrale Konflikts der Filmhandlung muss dem Autor klar sein, weil er das komplette Drehbuch auf diesen ausrichtet.

### Schlüsse und Anfänge
Die Geschichte, die der Film bzw. das Drehbuch erzählt, schreitet geradlinig in der Zeit wie im Stoff voran: Am Filmanfang (der sogenannten Exposition) muss geklärt werden, wer die Hauptfigur (Protagonist) ist, was er will und wer oder was ihn daran hindert, es zu erreichen. Außerdem muss der Anfang das Publikum fesseln. Das Drehbuch wird von hinten aus geschrieben, das heißt, vom Ziel-Zustand aus, auf den die Filmhandlung hinausläuft. Einen „hübschen filmischen Effekt“ liefert der Einsatz eines Film-Rahmens: Die Anfangs- und die Endszene weisen hier viele Gemeinsamkeiten (bspw. der Schauplatz oder sich wiederholende ähnliche Geschehnisse) auf. Field führt anschließend einen gelungenen Filmanfang durch Analyse des Filmanfangs von China Town vor.

### Sequenz
Eine Sequenz ist eine Serie von Szenen, die durch eine Idee und entweder Raum- oder Zeit-Beständigkeit (Kontinuitäts-Prinzip) zusammengehalten wird. Die Idee-Beständigkeit der Sequenz ist dem Grundprinzip der Story geschuldet, einen Hauptkonflikt zu behandeln (Finalismus). Die Raum- oder Zeitbeständigkeit der Sequenz ist den technischen Erfordernissen des Films geschuldet: Die Film-Kamera kann entweder an einem Ort verweilen und die Zeit weiter laufen lassen oder sie kann den Ort wechseln und woanders weiterfilmen.

### Plot Point
Das „Paradigma“, wie Field sein Modell nennt, soll beim täglichen Sehen von Spielfilmen von jedem selbst überprüft werden, denn „die Form von Drehbüchern ändert sich ständig“. Nicht nur die ersten beiden Akte (guter Spielfilme) haben jeweils einen Wendepunkt (Plot Point), jede (gute) Szene hat viele Plot Points. Die großen beiden Plot Points der Akte sind „Funktionen der Hauptfigur“.
Wie sich Szenen-Plot-Points näher bestimmen lassen, also was hier genau in der Filmhandlung passiert (was die Figur tut oder erleidet), wird nicht näher erläutert. Für die Bestimmung der Akt-Plot-Points stehen zum einen die zuvor genannten Zeiträume der (zwischen 25. und 27. sowie 85. und 90. Minute bei 120 Minuten Filmlaufzeit) zur Verfügung, ergänzt um den formalen Hinweis, dass ein Plot Point eine Szene oder eine ganze Sequenz lang sein kann (in neueren Auflagen ergänzt Field dies: Auch eine einzelne Dialogzeile oder eine Tat einer Figur kann einen Wendepunkt bilden) und die inhaltlich sehr allgemein Bemerkung, dass der Plot Point einen Konflikt in der Filmhandlung bei einer Filmfigur in Gang setzt. Für den Drehbuchautor sind die Akt-Plot-Points die Zielpunkte, auf die er die Szenen hin schreibt bzw. geschriebene Szenen anordnet.

### Szene
Man erinnere sich als Filmzuschauer nach dem Schauen eines guten Spielfilms nie an den ganzen Film, sondern immer nur an ein oder zwei gute Szenen. Egal wie gut eine Einzelszene auch für sich genommen ist, zu einer bleibenden Erinnerungs-Szene kann nur eine Szene werden, die ins Paradigma passt – die also in die Filmhandlung verwoben ist und nicht blockartig heraussticht.
Wie einen Gesamtfilm, so lassen sich auch Szenen in Anfang, Mitte und Ende dreiteilen. Da im Spielfilm das Prinzip der Knappheit regiert, wird oft der Anfang der Szene gekappt und mitten im Geschehen (medias in res) begonnen. Das ist ohne Verständnisschwierigkeiten möglich, da den Film-Zuschauern (Publikum) am Filmanfang (Exposition) die notwendigen Informationen (Vorstellung der Figuren und Aufzeigen der Konflikte) bereits gezeigt worden und sich so für viele Folgeszenen (die nicht mit neuen, also unbekannten Figuren oder Konflikten beginnen) erübrigen.
Grundsätzlich lassen sich Action-Szenen, bei denen gehandelt und nicht geredet wird, von Dialog-Szenen, bei denen geredet und nicht gehandelt wird, unterscheiden. Wobei in Dialog-Szenen die Erzeugung von Gefühlen im Vordergrund stehen sollte. Szenen soll man auch (wie Akte) von hinten aus schreiben: Zuerst muss man das Ziel der Figuren in der Szene bedenken, dann den Schauplatz der Szene, dann die Zeit der Szene und schließlich Handlung und Rede der Figuren. Rückblenden sollten dabei vermieden werden, weil sie mit dem Prinzip des geradlinigen Voranschreitens der Filmhandlung (Finalitäts-Prinzip) brechen. Dialogszenen dienen entweder dazu, folgende Handlung vorzubereiten oder aber den (wahren) Charakter einer Figur zu enthüllen (indem die Aussagen der Figur als Kontrastfolie mit den folgenden Taten der Figur verglichen werden können).
Allgemeine Regeln, wie man Szenen inhaltlich genau gestaltet, gibt es jedoch nicht. Zu beachten ist aber, dass Schauspieler Szenen gern Gegen-den-Strich-spielen, was man als Drehbuchautor – so weit man kann – einkalkulieren sollte.

### Adaption
Eine Adaption ist die Übersetzung eines Buches (ein Roman oder ein Drama) in das Medium Spielfilm. Film ist Handlung: Er besteht hauptsächlich aus gefilmten wahrnehmbaren Handlungen von Schauspielern. Der Roman hingegen ist Gedankenspiel: Er stellt hauptsächlich das Innenleben der Figuren durch Schriftsprache zur Schau. Das Drama ist Wortspiel: Es besteht hauptsächlich aus Reden der Schauspieler aus Gründen der Beschränktheit des zur Verfügung stehenden Bühnenraumes, der ausufernde Handlungen (wie bspw. Verfolgungsjagden) unmöglich macht. Wegen dieser Grundverschiedenheit des Films zu anderen Medien, ist das Prinzip der Originaltreue Unsinn. Es gilt die Idee des Werks zu fassen und diese dann mit filmischen Mitteln, also übersetzt in konkreten Handlungen von Figuren, darzustellen.

### Form des Drehbuchs
Im Drehbuchtext sollten keine Regie- oder Schnittanweisungen stehen, dies ist Sache des Regisseurs bzw. des Filmeditors und nicht des Drehbuchautors. Was der Drehbuchautor jedoch klarmachen muss, ist, aus Sicht welcher Figur die Szene gezeigt wird: Aus wessen Blickwinkel wird die Szene erlebt? Außerdem gibt Field konkrete Form-Hinweise zum Aufbau des Drehbuchtexts (Schriftgrößen, Zeilenabstände usw.).

### Aufbau des Drehbuchs
Field empfiehlt die „Karten-Methode“ beim Schreiben von Drehbüchern. Dazu schreibt man jeweils einen Szenen-Einfall (als einen Aussagesatz) auf eine Karte. Die so entstehenden Karten kann man dann spielerisch innerhalb des Rahmens der Paradigmas ordnen, bis man die besten Szenen aussortiert und auf die wirkungsvollste Weise angeordnet hat. Eine alternative Methode, wäre das Schreiben eines vier- bis zwanzigseitigen Kurzdrehbuchs (Treatment), das keine ausformulierten Dialoge, sondern die Szenen in Satzform zusammengefasst, enthält.

### Schreiben des Drehbuchs
Das Schreiben des Drehbuchs selbst ist ein nicht näher erklärbarer oder lehrbarer Vorgang. Dennoch ist es ein erlernbarer Vorgang, erlernbar durch Übung. Indem man täglich drei Stunden ohne Unterbrechung und hierbei mindestens drei Drehbuchseiten schreibt und das insgesamt ungefähr 100 Tage pro Drehbuch, übt man. Nach ungefähr sechs Wochen hat man ein ungefähr 200-seitiges Roh-Drehbuch. Dieses Roh-Drehbuch muss man in ungefähr drei Wochen auf 140 Seiten kürzen. In weiteren fünf Wochen gibt man dem Drehbuch den letzten Schliff, wobei man hier auch gegen das Paradigma verstoßen darf.

## Kritik
Field erkennt zwar, dass die Wendepunkte (Plot Points) figurenbezogen sind und ein Film deutlich mehr als zwei Wendepunkte benötigt, er geht in dieser Schrift jedoch nicht näher darauf ein. In späteren Neuauflagen und großen Erweiterungen erwähnt er einmalig einen sogenannten „Midpoint“, einen weiteren großen Wendepunkt in der Mitte (60. Filmminute bei 120 Minuten Filmlaufzeit) des zweiten Aktes. Er geht aber auch hier nicht näher darauf ein. Sein „Paradigma“ wird der Vielschichtigkeit der Dramaturgie von Mainstream-Spielfilmen nicht völlig gerecht, das wird vor allem im zweiten Akt sichtbar. Der starke Fokus auf die Hauptfigur blendet die Nebenfiguren und Nebenhandlungen entweder völlig aus oder wertet sie ab als bloße Zubringer für die Haupthandlung, die selbst keiner Strukturanalyse wert sind, diesen Mangel teilt das Paradigma mit dem filmdramaturgischen Modell der Heldenreise.
Sein Hinweis, dass sich die Form der Filmdramaturgie, also das Paradigma, im Laufe der Zeit verändert oder es in der letzten Bearbeitungsphase vom Drehbuchautor gebrochen werden darf, widerspricht den von ihm vielerorts oft bekundeten Allgemeinheitsanspruch (Universalitätsprinzip) seines Paradigmas für jeden guten Film. Die einzige zeitbedingte Veränderung im Paradigma, die Field in diesem Text erwähnt, ist der Wandel des Filmendes von tragischen offenen Enden der 1960er Jahre zu geschlossenen Happy Ends ab den 1970er Jahren bis zum Erscheinen seines Textes (1979).
Field geht in Interviews sogar so weit, zu behaupten, dass alle guten Spielfilme in sein Paradigma passen, selbst die sogenannten Kunstfilme (wie bspw. Die mit der Liebe spielen). Dass dies aber offensichtlich nicht so ist, ergibt sich schon daraus, dass ein Hauptanliegen vieler Kunstfilme es ist, mit dem Mainstream, welches Syds Paradigma zu erfassen versucht, zu brechen.
Einige von Fields Schreibhilfen, sind wenig hilfreich: Wie soll man beim Schreiben eines Drehbuchs einkalkulieren, dass die Schauspieler die Szenen völlig anders spielen. Hier ist bspw. McKee genauer und daher hilfreicher: Figuren dürfen nie direkt tun oder sagen, was sie wirklich wollen oder denken: Dieses Prinzip ist uns auch im Alltag vertraut, wo nur Verrückte alles immer tun und sagen, was sie wollen.

### Primärliteratur
- Syd Field: Das Drehbuch. Grundmuster der dramatischen Struktur. 1979. In: ebd. u. a. (Hrsg.): Drehbuchschreiben für Fernsehen und Film. Ein Handbuch für Ausbildung und Praxis. München, Econ Verlag 2001, S. 11–120.
- Syd Field: Das Handbuch zum Drehbuch. Übungen und Anleitungen zu einem guten Drehbuch. Frankfurt a. M., 1984: Zweitausendundeins Verlag 1993 (6. Auflage).
- Syd Field: Das Drehbuch. Die Grundlagen des Drehbuchschreibens Berlin, 2005: Autorenhaus Verlag 2010.

### Sekundärliteratur
- Robert McKee: Story. Prinzipien des Drehbuchschreibens Berlin, 1997: Alexanderverlag 2000.
- Dennis Eick: Drehbuchtheorien. Eine vergleichende Analyse. Konstanz, 2006: UVK Verlagsgesellschaft.